# Sturgis (Michigan)
Sturgis – miasto w Stanach Zjednoczonych, w stanie Michigan, w hrabstwie St. Joseph.